# Jouhet
Pour l’article homonyme, voir Juliette Jouhet.
Jouhet est une commune du Centre-Ouest de la France, située dans le département de la Vienne en région Nouvelle-Aquitaine.

## Géographie

### Communes limitrophes
|                              | Antigny      |         |
| Leignes-sur-Fontaine Pindray | Jouhet       | Haims   |
|                              | Montmorillon | Journet |

### Hydrographie
Le territoire communal est arrosé par la rivière Gartempe.

### Climat
Pour des articles plus généraux, voir Climat de la Nouvelle-Aquitaine et Climat de la Vienne.
Historiquement, la commune est exposée à un climat océanique du nord-ouest.
En 2020, Météo-France publie une typologie des climats de la France métropolitaine dans laquelle la commune est exposée à un climat océanique altéré et est dans la région climatique Poitou-Charentes, caractérisée par un bon ensoleillement, particulièrement en été et des vents modérés.
Pour la période 1971-2000, la température annuelle moyenne est de 11,7 °C, avec une amplitude thermique annuelle de 14,8 °C. Le cumul annuel moyen de précipitations est de 790 mm, avec 11,6 jours de précipitations en janvier et 6,7 jours en juillet. Pour la période 1991-2020, la température moyenne annuelle observée sur la station météorologique la plus proche, située sur la commune de Montmorillon à 7,62 km à vol d'oiseau, est de 12,5 °C et le cumul annuel moyen de précipitations est de 781,8 mm,. Pour l'avenir, les paramètres climatiques de la commune estimés pour 2050 selon différents scénarios d’émission de gaz à effet de serre sont consultables sur un site dédié publié par Météo-France en novembre 2022.

## Urbanisme

### Typologie
Au 1er janvier 2024, Jouhet est catégorisée commune rurale à habitat dispersé, selon la nouvelle grille communale de densité à sept niveaux définie par l'Insee en 2022.
Elle est située hors unité urbaine. Par ailleurs la commune fait partie de l'aire d'attraction de Montmorillon, dont elle est une commune de la couronne,. Cette aire, qui regroupe 18 communes, est catégorisée dans les aires de moins de 50 000 habitants,.

### Occupation des sols
L'occupation des sols de la commune, telle qu'elle ressort de la base de données européenne d’occupation biophysique des sols Corine Land Cover (CLC), est marquée par l'importance des territoires agricoles (88,5 % en 2018), une proportion sensiblement équivalente à celle de 1990 (88,7 %). La répartition détaillée en 2018 est la suivante :
terres arables (44,8 %), zones agricoles hétérogènes (38,5 %), forêts (9,7 %), prairies (5,2 %), zones urbanisées (1,8 %). L'évolution de l’occupation des sols de la commune et de ses infrastructures peut être observée sur les différentes représentations cartographiques du territoire : la carte de Cassini (XVIIIe siècle), la carte d'état-major (1820-1866) et les cartes ou photos aériennes de l'IGN pour la période actuelle (1950 à aujourd'hui).

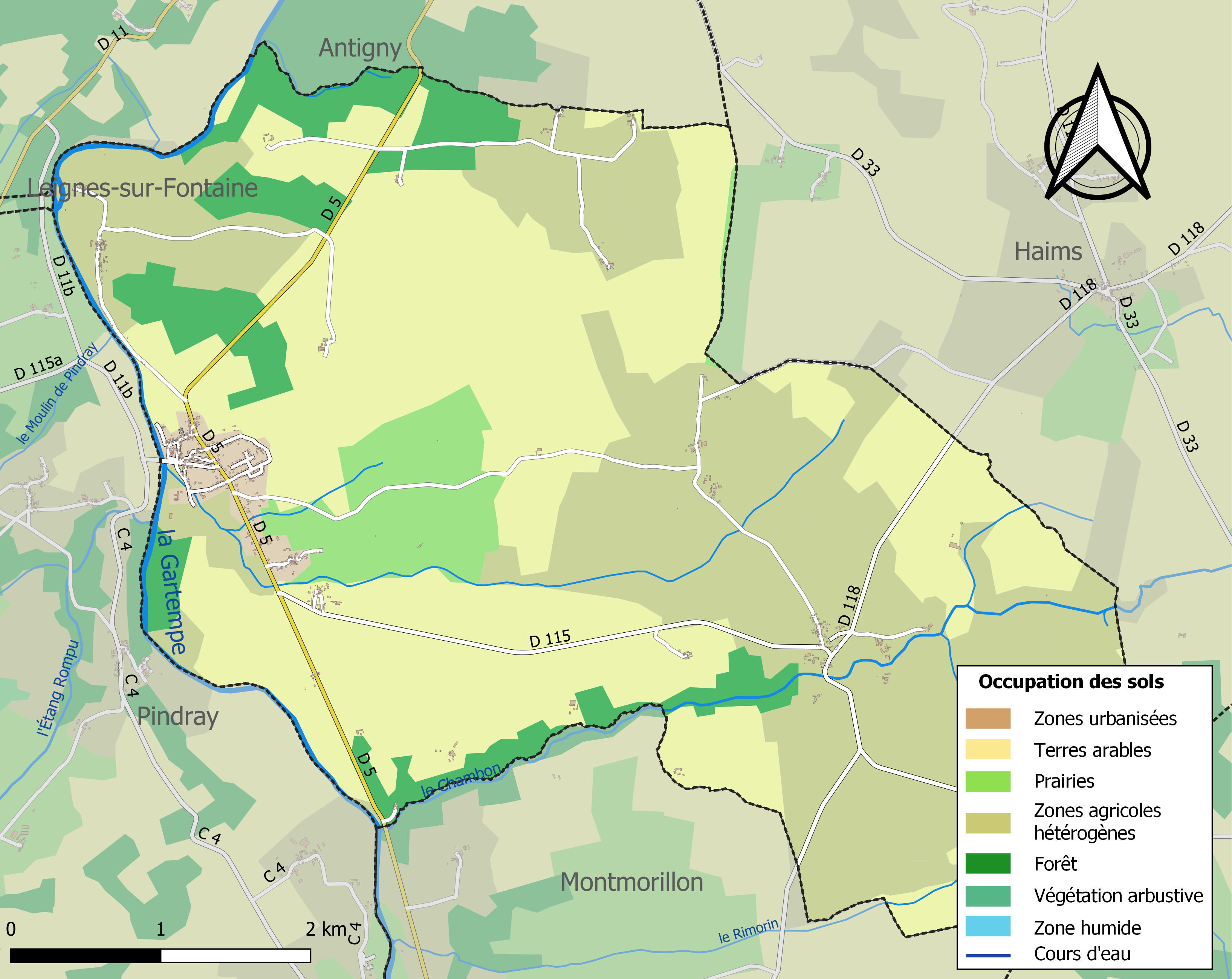
Carte des infrastructures et de l'occupation des sols de la commune en 2018 (CLC).

### Risques majeurs
Le territoire de la commune de Jouhet est vulnérable à différents aléas naturels : météorologiques (tempête, orage, neige, grand froid, canicule ou sécheresse), inondations, mouvements de terrains et séisme (sismicité faible). Il est également exposé à deux risques technologiques, le transport de matières dangereuses et le risque nucléaire. Un site publié par le BRGM permet d'évaluer simplement et rapidement les risques d'un bien localisé soit par son adresse soit par le numéro de sa parcelle.

#### Risques naturels
Certaines parties du territoire communal sont susceptibles d’être affectées par le risque d’inondation par débordement de cours d'eau, notamment la Gartempe. La commune a été reconnue en état de catastrophe naturelle au titre des dommages causés par les inondations et coulées de boue survenues en 1982, 1993, 1999 et 2010,.

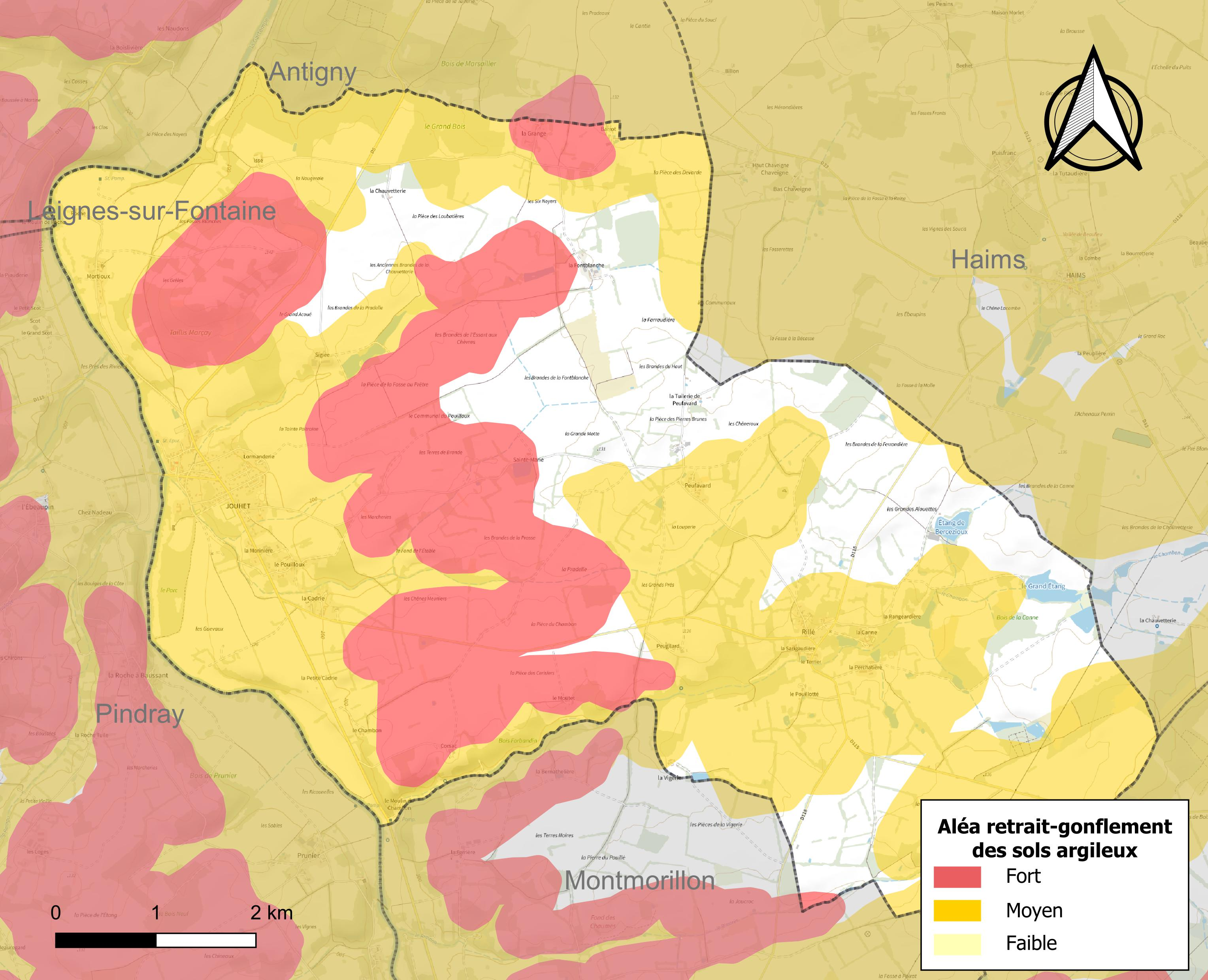
Carte des zones d'aléa retrait-gonflement des sols argileux de Jouhet.

Les mouvements de terrains susceptibles de se produire sur la commune sont des tassements différentiels. Le retrait-gonflement des sols argileux est susceptible d'engendrer des dommages importants aux bâtiments en cas d’alternance de périodes de sécheresse et de pluie. 76,7 % de la superficie communale est en aléa moyen ou fort (79,5 % au niveau départemental et 48,5 % au niveau national). Depuis le 1er octobre 2020, en application de la loi ÉLAN, différentes contraintes s'imposent aux vendeurs, maîtres d'ouvrages ou constructeurs de biens situés dans une zone classée en aléa moyen ou fort,.
La commune a été reconnue en état de catastrophe naturelle au titre des dommages causés par la sécheresse en 2016, 2017, 2018, 2019 et 2020 et par des mouvements de terrain en 1999 et 2010.

#### Risque technologique
La commune étant située dans le périmètre du plan particulier d'intervention (PPI) de 20 km autour de la centrale nucléaire de Civaux, elle est exposée au risque nucléaire. En cas d'accident nucléaire, une alerte est donnée par différents médias (sirène, sms, radio, véhicules). Dès l'alerte, les personnes habitant dans le périmètre de 2 km se mettent à l'abri. Les personnes habitant dans le périmètre de 20 km peuvent être amenées, sur ordre du préfet, à évacuer et ingérer des comprimés d’iode stable,,.

## Histoire
Sur le territoire de la commune, le village de Rillé était au cours de la Seconde Guerre mondiale le centre d'un maquis polonais appartenant au réseau Monika. Ce maquis fut actif notamment en 1944 et reçut, à la ferme du Pouillotté, plusieurs parachutages (équipements radio, armes, munitions). En juin 1944, quelques jours après le débarquement de Normandie, plusieurs membres du SOE furent parachutés acheminant notamment des fonds et des instructions.

## Politique et administration

### liste des maires
| Période          | Période           | Identité          | Étiquette | Qualité |
| ---------------- | ----------------- | ----------------- | --------- | ------- |
| 1830             | 1873              | François Helion   |           |         |
| 1er juin 1873    | janvier 1878      | Narcisse Maréchal |           |         |
| 21 janvier 1878  | 3 janvier 1881    | Bernard Ernest    |           |         |
| 3 janvier 1881   | 3 octobre 1909    | de Moussy Gustave |           |         |
| 3 octobre 1909   | 10 décembre 1919  | Mazereau Louis    |           |         |
| 10 décembre 1919 | 19 mai 1929       | Tabuteau Baptiste |           |         |
| 19 mai 1929      | 3 mai 1953 (?)    | Guigner Narcisse  |           |         |
| 3 mai 1953       | 1er mars 1971 (?) | Gaillard Joseph   |           |         |
| 1er mars 1971    | 1979 (?)          | Guigner René      |           |         |
| 1er mars 1991    | 1997 (?)          | LEBEAU André      |           |         |
| mars 2001        | en cours (2008)   | Jacques Bouloux   |           |         |

### Instances judiciaires et administratives
La commune relève du tribunal d'instance de Poitiers, du tribunal de grande instance de Poitiers, de la cour d'appel Poitiers, du tribunal pour enfants de Poitiers, du conseil de prud'hommes de Poitiers, du tribunal de commerce de Poitiers, du tribunal administratif de Poitiers et de la cour administrative d'appel de Bordeaux, du tribunal des pensions de Poitiers, du tribunal des affaires de la Sécurité sociale de la Vienne, de la cour d’assises de la Vienne.

### Services publics
Les réformes successives de La Poste ont conduit à la fermeture de nombreux bureaux de poste ou à leur transformation en simple relais. Toutefois, la commune a pu maintenir le sien.

## Démographie
L'évolution du nombre d'habitants est connue à travers les recensements de la population effectués dans la commune depuis 1793. Pour les communes de moins de 10 000 habitants, une enquête de recensement portant sur toute la population est réalisée tous les cinq ans, les populations de référence des années intermédiaires étant quant à elles estimées par interpolation ou extrapolation. Pour la commune, le premier recensement exhaustif entrant dans le cadre du nouveau dispositif a été réalisé en 2007.

En 2022, la commune comptait 510 habitants, en évolution de −2,67 % par rapport à 2016 (Vienne : +0,6 %, France hors Mayotte : +2,11 %).
| 1793 | 1800 | 1806 | 1821 | 1831 | 1836 | 1841 | 1846 | 1851 |
| ---- | ---- | ---- | ---- | ---- | ---- | ---- | ---- | ---- |
| 720  | 626  | 753  | 659  | 682  | 727  | 632  | 690  | 732  |

| 1856 | 1861 | 1866 | 1872 | 1876 | 1881 | 1886 | 1891 | 1896 |
| ---- | ---- | ---- | ---- | ---- | ---- | ---- | ---- | ---- |
| 738  | 735  | 719  | 710  | 736  | 711  | 745  | 724  | 675  |

| 1901 | 1906 | 1911 | 1921 | 1926 | 1931 | 1936 | 1946 | 1954 |
| ---- | ---- | ---- | ---- | ---- | ---- | ---- | ---- | ---- |
| 698  | 684  | 690  | 611  | 581  | 573  | 567  | 580  | 539  |

| 1962 | 1968 | 1975 | 1982 | 1990 | 1999 | 2006 | 2007 | 2012 |
| ---- | ---- | ---- | ---- | ---- | ---- | ---- | ---- | ---- |
| 470  | 462  | 418  | 480  | 476  | 452  | 501  | 508  | 504  |

| 2017 | 2022 | - | - | - | - | - | - | - |
| ---- | ---- | - | - | - | - | - | - | - |
| 527  | 510  | - | - | - | - | - | - | - |

En 2008, selon l’Insee, la densité de population de la commune était de 20 hab./km2 contre 61 hab./km2 pour le département, 68 hab./km2 pour la région Poitou-Charentes et 115 hab./km2 pour la France.

## Économie
Selon la direction régionale de l'Alimentation, de l'Agriculture et de la Forêt de Poitou-Charentes, il n'y a plus que 24 exploitations agricoles en 2010 contre 25 en 2000.
Les surfaces agricoles utilisées ont augmenté et sont passées de 2 560 hectares en 2000 à 2 610 hectares en 2010. Ces chiffres indiquent une concentration des terres sur un nombre plus faible d’exploitations. Cette tendance est conforme à l'évolution constatée sur tout le département de la Vienne puisque de 2000 à 2007, chaque exploitation a gagné en moyenne 20 hectares.
43 % des surfaces agricoles sont destinées à la culture des céréales (blé tendre pour 60 % mais aussi orges et maïs), 20 % pour les oléagineux (colza et tournesol à parts égales), 20 % pour le fourrage et 7 % reste en herbes. En 2000, 3 hectares étaient consacrés à la vigne.
Six exploitations en 2010 (contre huit en 2000) abritent un élevage de bovins (367 têtes en 2010 contre 506 têtes en 2000). Huit exploitations en 2010 (contre dix en 2000) abritent un élevage d'ovins (2 907 têtes en 2010 contre 3 320 têtes en 2000). Cette évolution est conforme à la tendance globale du département de la Vienne. En effet, le troupeau d’ovins, exclusivement destiné à la production de viande, a diminué de 43,7 % de 1990 à 2007. En 2011, le nombre de têtes dans le département de la Vienne était de 214 300. L'élevage de volailles a disparu en 2010 (872 têtes sur sept fermes en 2000).

## Culture locale et patrimoine

### Lieux et monuments

#### Patrimoine religieux

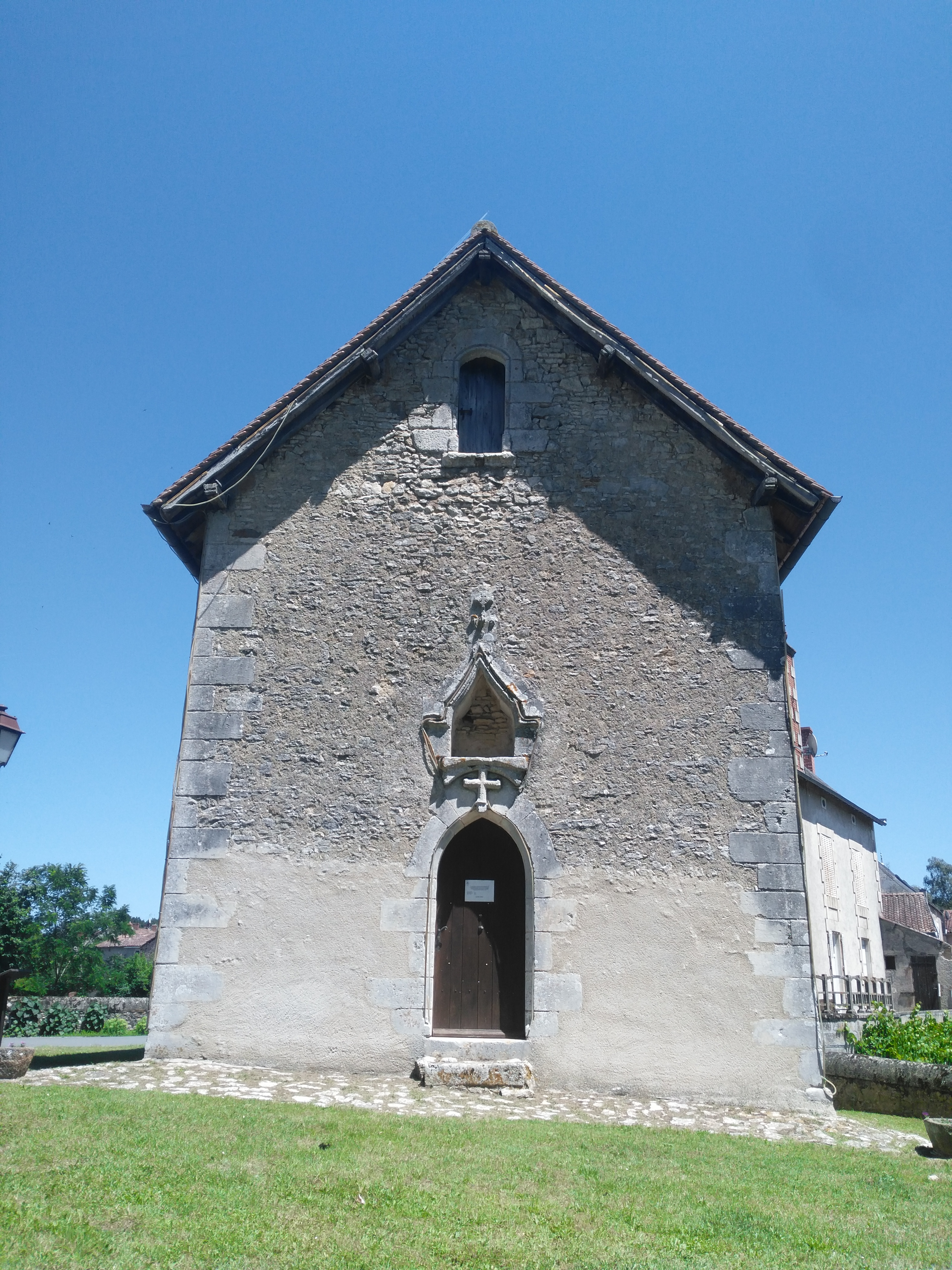
Extérieur du funéraire

- Extérieur du funérairePrès de l'église paroissiale se trouve une ancienne chapelle funéraire. Elle a été classée comme Monument Historique en 1908. Elle date du XVe siècle. Elle conserve des peintures du XVIe siècle. Au-dessus de l'autel, le Christ en Majesté est entouré d'anges et des symboles des Évangélistes. Sur le mur de droite, les peintures représentent l'Enfance du Christ, la Résurrection des morts et l'Adoration des mages. Le mur de gauche offre un Dit des trois morts et des trois vifs, représentation murale montrant trois jeunes gentilshommes interpellés dans un cimetière par trois morts, qui leur rappellent la brièveté de la vie et l'importance du salut de leur âme. Cette scène annonce les danses macabres que l'on peut trouver dans une trentaine de peintures murales de la fin du XVe siècle ou du début du XVIe siècle ainsi que les Vanités des XVIe et XVIIe siècles. Ce mur est aussi décoré par une représentation de la création d'Adam et d’Ève. De part et d'autre de la porte, les donateurs, Jean de Moussy et sa femme, seigneur de Boismorand ont été peints.
- L'église paroissiale Notre-Dame. Citée dès 1093, le prieuré Notre-Dame dépendait alors de l'abbaye de Saint-Savin-sur-Gartempe. C'est un édifice haut et rectangulaire. Il est flanqué d'un clocher carré hors d’œuvre. Le chevet est plat. Il est percé de trois baies qui éclairent abondamment l'église comme dans de nombreuses églises du pays de Montmorillon sous l'influence de l'architecture limousine. La nef est voûtée en berceau brisé, tandis que le chœur a reçu une croisée d'ogives de style angevin. À l'intérieur, une colonnette engagée dans le mur sud reçoit la retombée de l'arc doubleau séparant la nef du chœur. Elle est tronquée à hauteur d'homme et un culot sculpté la soutient. Une tête grotesque aux yeux exorbités tire la langue. C'est - peut être - un symbole du mensonge.

#### Patrimoine naturel
Les brandes de la Pierre Là sont classées comme zone naturelle d’intérêt écologique, faunistique et floristique. Elles sont situées dans l’angle sud-oriental du département de la Vienne.
Les brandes de la Pierre Là sont un conservatoire d’espèces rares et fragiles : 16 végétaux sont protégés ainsi que 15 espèces d’oiseaux.
La lande abrite la bruyère à balais et l’Ajonc nain. D’autres habitats plus ponctuels tels que les dépressions tourbeuses cache le Rhynchospore. Les mares et les étangs sont favorables au Flûteau nageant. D’autres végétaux trouvent refuges dans ces milieux :
- Bugle occidentale,
- Centenille naine,
- Cicendie filiforme,
- Cicendie fluette,
- Droséra à feuilles rondes,
- Gentiane pneumonanthe,
- Glaïeul d'Illyrie,
- Grassette du Portugal,
- Laser à feuilles larges,
- Phalangère bicolore,
- Phalangère à fleurs de lis,
- Pilulaire,
- Porcelle à feuilles tachetées,
- Violette laiteuse.

Les prairies maigres qui relient entre eux les divers noyaux de landes sont d’une grande importance pour l’avifaune : c’est là que nichent en effet plusieurs limicoles menacés que chassent diverses espèces de rapaces nichant dans les landes. Elles accueillent le cortège complet des oiseaux typiques de ce milieu en région centre-atlantique. Le promeneur attentif et silencieux pourra ainsi observer :
- Bouvreuil pivoine,
- Busard cendré,
- Busard Saint-Martin,
- Caille des blés,
- Circaète Jean-le-Blanc,
- Courlis cendré,
- Engoulevent d’Europe,
- Fauvette pitchou,
- Grue cendrée,
- Huppe fasciée,
- Milan noir,
- Œdicnème criard,
- Pie-grièche écorcheur,
- Pipit rousseline,
- Vanneau huppé.

Les brandes de la Pierre Là sont aussi un repère pour deux espèces protégés d’amphibiens :  le Crapaud calamite et la rainette verte.

### Personnalités liées à la commune
- Jean-Baptiste Huguet de la Perotière (Béthines, 1741 - Rochefort, 1794), curé de Jouhet (1771-1791), prêtre réfractaire, mort en déportation à Rochefort sur le bateau-ponton les Deux-Associés[31].

### Articles de Wikipédia
- Liste des communes de la Vienne
- Anciennes communes de la Vienne